# K-1 Attack
K-1 Attack – samochód sportowy produkowany małoseryjnie przez słowacką firmę K-1 Engineering od 2000 roku.

## Opis modelu
Dostępny jest jako 2-drzwiowy roadster w wersji drogowej oraz wyścigowej. Do napędu używa się silnika V6 o pojemności 3,0 l z Forda. Moc przenoszona jest na oś tylną. Samochód wyposażono w 6-biegową manualną skrzynię biegów. Początkowo auto było składane jako kit-car, a od 2006 roku rozpoczęto małoseryjną produkcję wersji drogowej. Auto oferowane jest w 8 barwach nadwozia.
Samochód ma karbonowe nadwozie ze stalową ramą, a tylny spoiler karbonowy jest regulowany. Do wersji wyścigowej stosowany jest ośmiocylindrowy silnik widlasty, który powstał z połączenie dwóch czterocylindrowych jednostek motocykla Suzuki Hayabusa, co daje łącznie pojemność skokową 2.8 l i moc 460 KM przy 10 500 obr./min oraz maksymalny moment obrotowy 340 Nm. Współpracuje on z sześciostopniową przekładnią sekwencyjną Quaiffe Q-tec. Produkowanych jest 15-18 aut rocznie.
Głównymi odbiorcami zestawów do budowy tego samochodu są nabywcy z Holandii, Indii i Stanów Zjednoczonych.
W 2011 roku Praga nawiązała współpracę z K-1 Engineering czego efektem było przygotowanie do wyścigów Dutch Supercar Challenge modelu K-1 Attack, w wersji wyścigowej nazwanej Praga R4. W 2012 roku również we współpracy zaprezentowano nowy model Pragi – R1.

## Dane techniczne

### Silnik
- V6 3,0 l
- Moc maksymalna: 242 KM (178 kW) przy 6850 obr/min
- Maksymalny moment obrotowy: 300 N•m przy 5500 obr/min
- Przyspieszenie 0-100 km/h: 4,9 s
- Prędkość maksymalna: 250 km/h

## Galeria

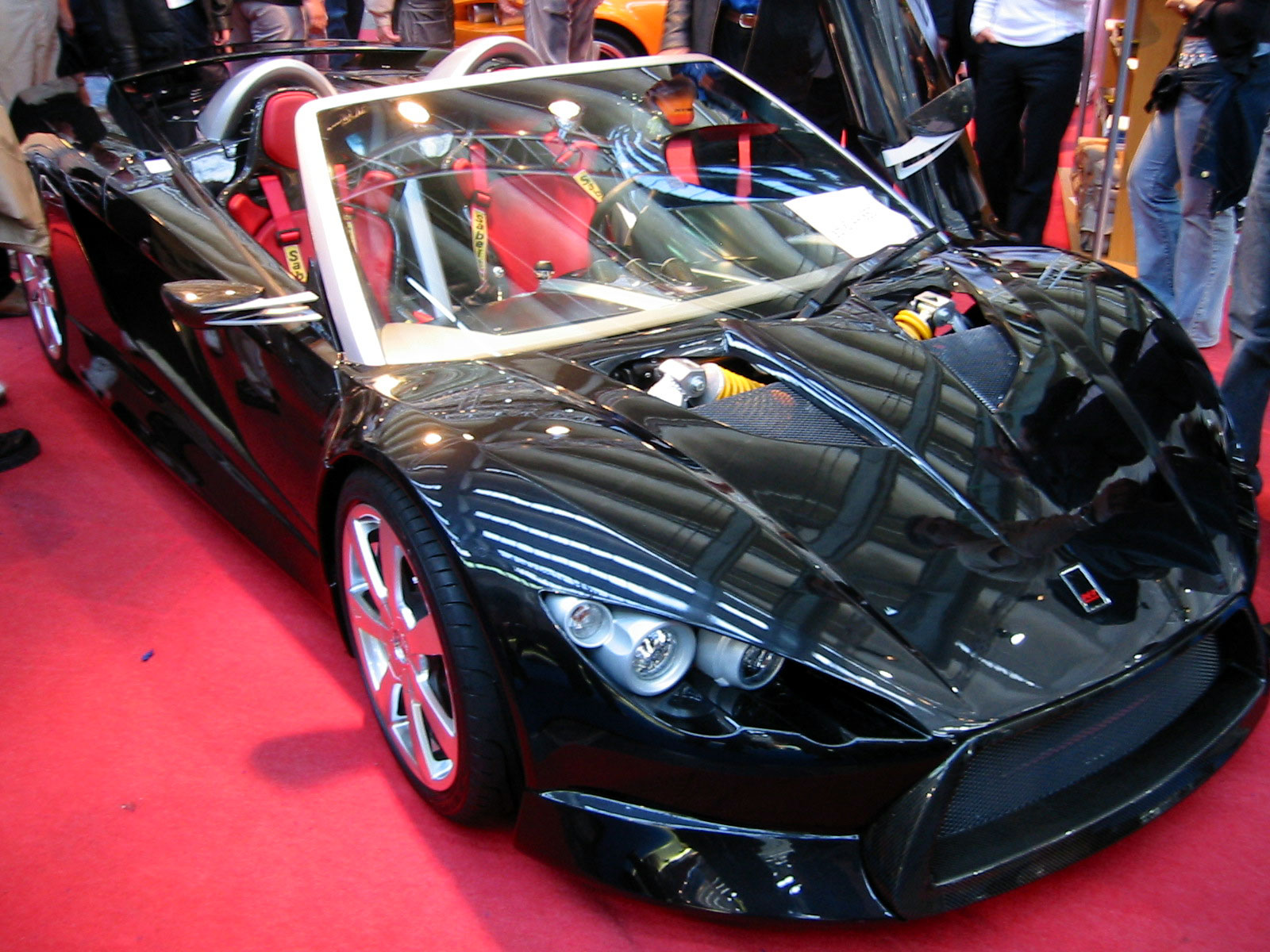
K-1 Attack
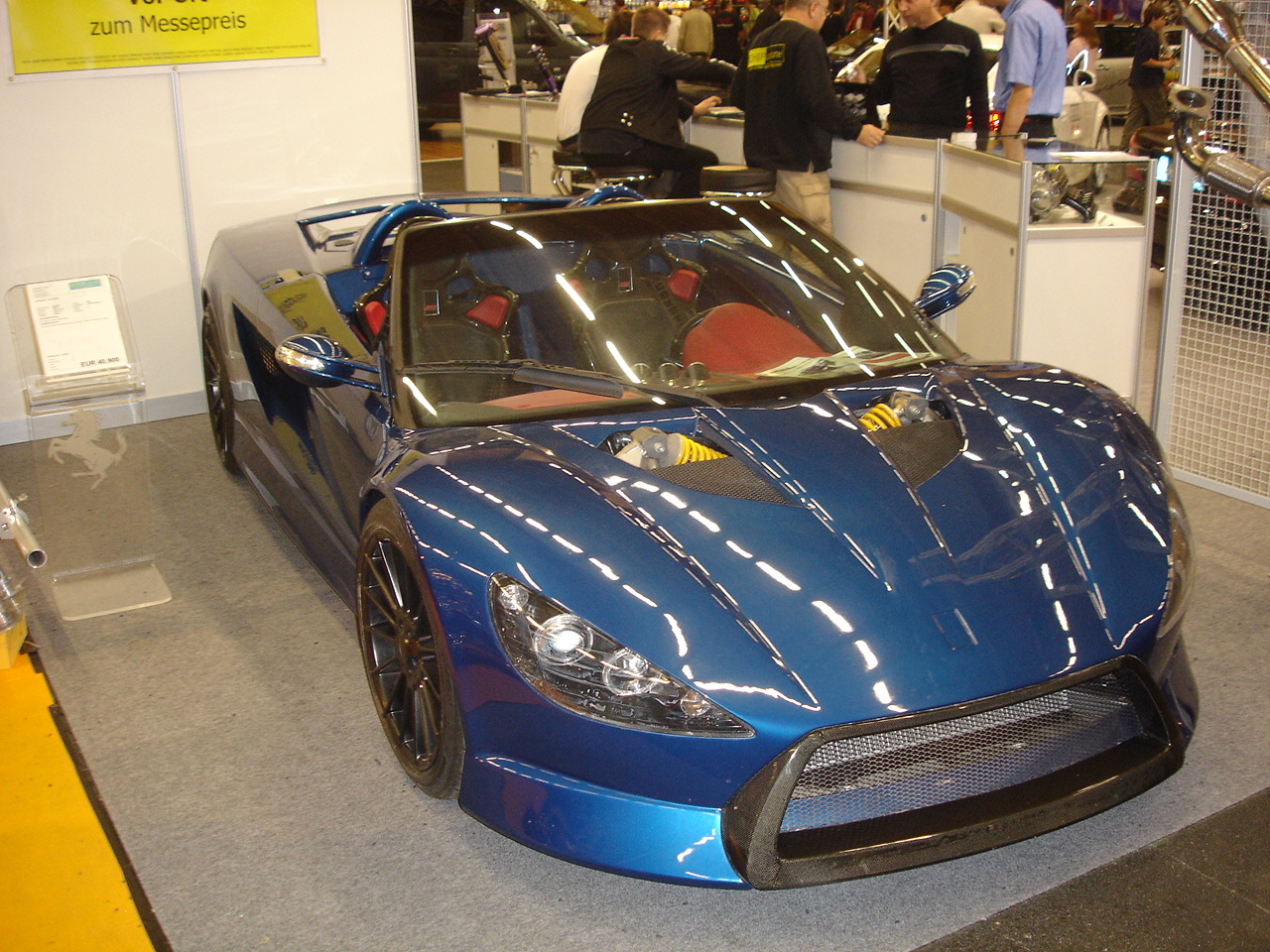
K-1 Attack
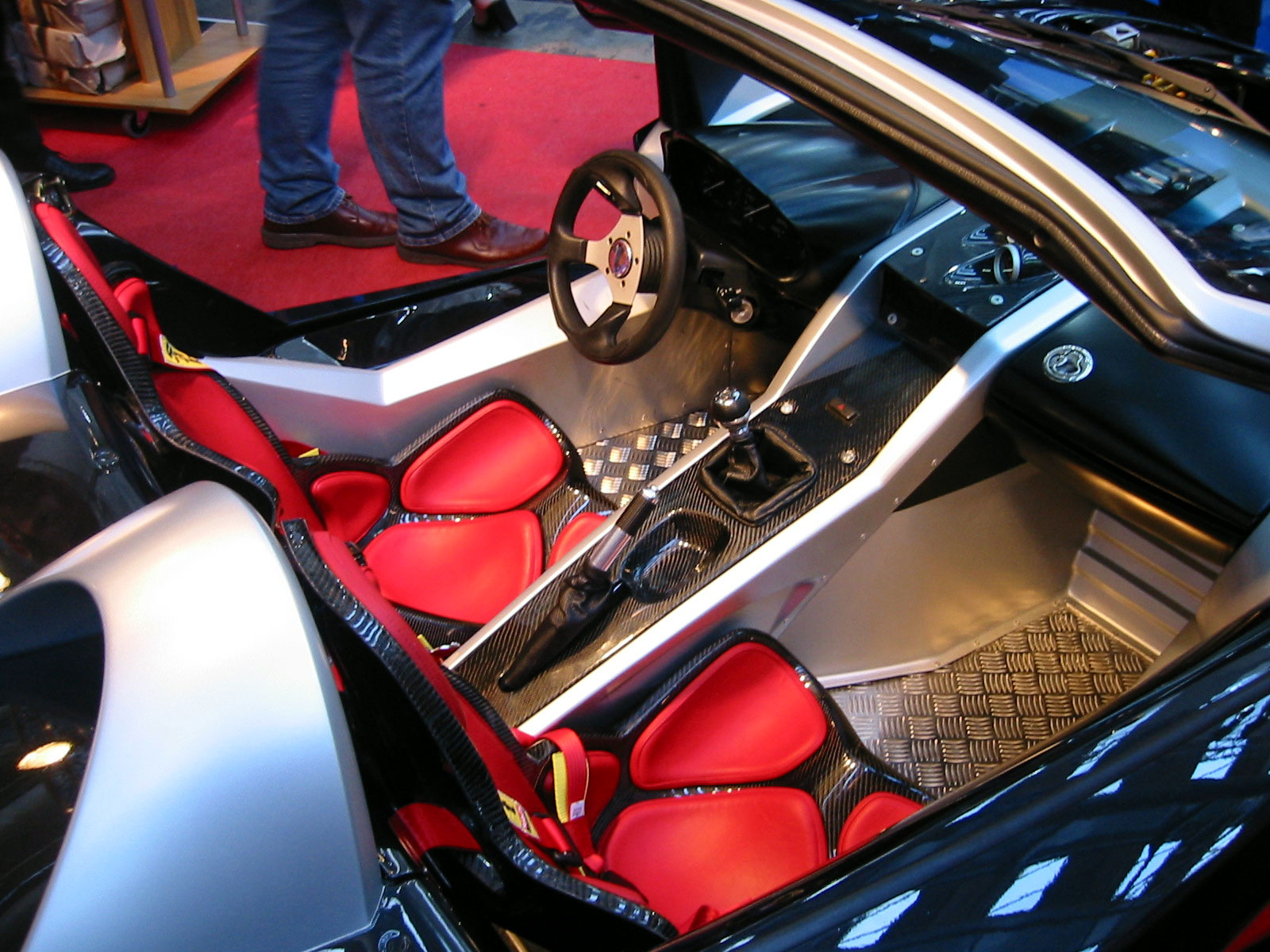
K-1 Attack – wnętrze